# Buxus myrica
Buxus myrica är en buxbomsväxtart som beskrevs av H. Lév. Buxus myrica ingår i släktet buxbomar, och familjen buxbomsväxter. Utöver nominatformen finns också underarten B. m. angustifolia.